# Libnotes grammoneura
Libnotes grammoneura là một loài ruồi trong họ Limoniidae. Chúng phân bố ở miền Australasia.